# Dicranocephalus albipes

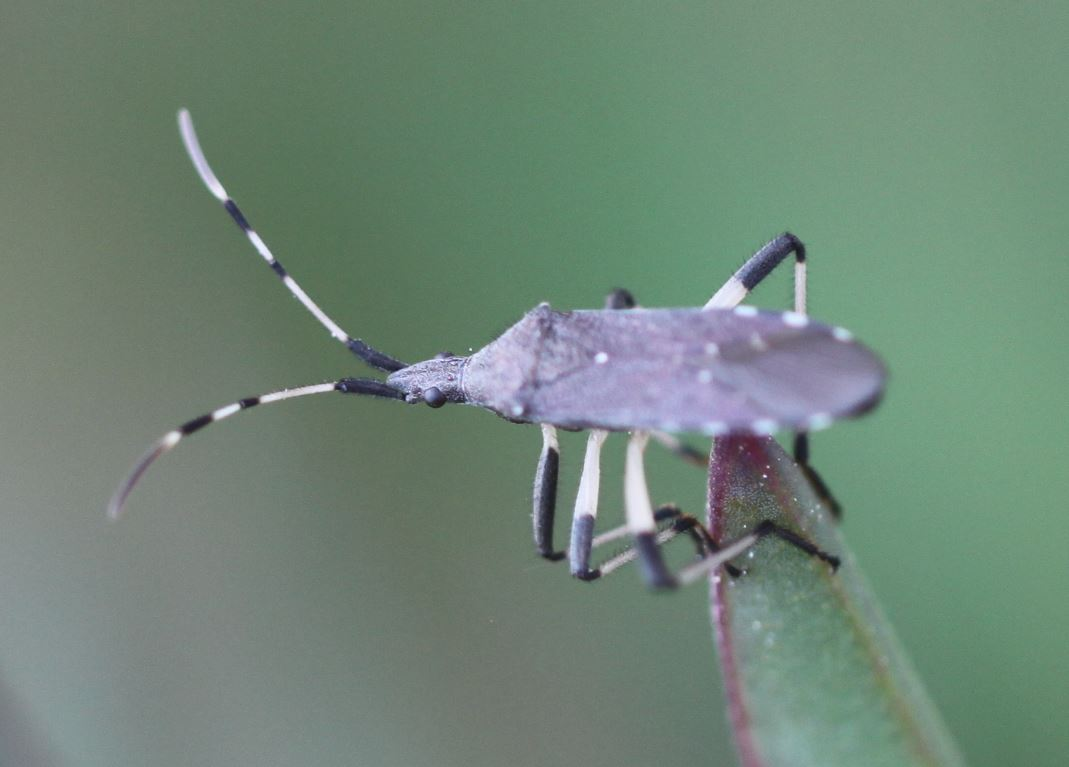

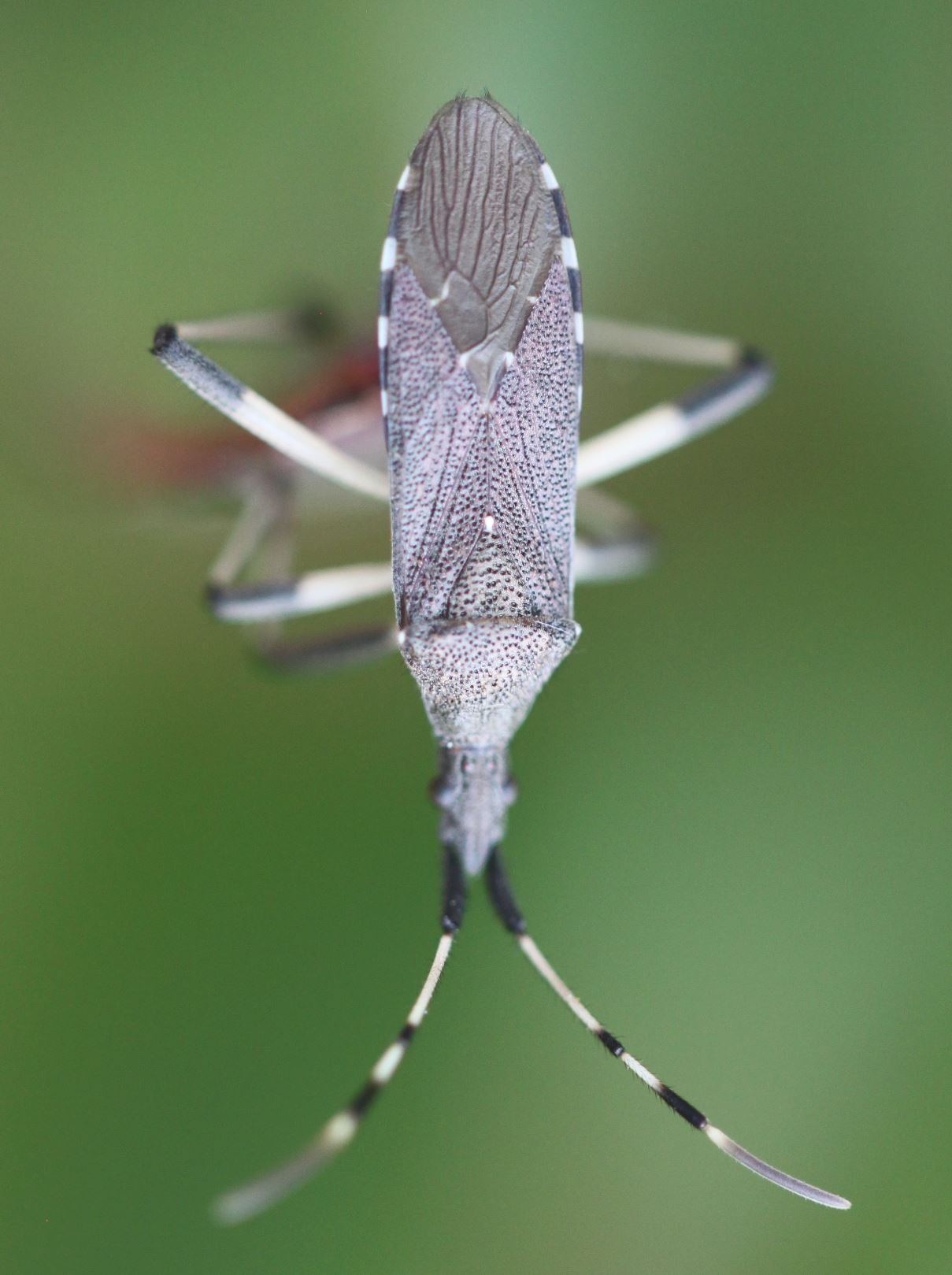

Dicranocephalus albipes, auch Glatte Wolfsmilchwanze genannt, ist eine Wanze aus der Familie der Stenocephalidae.

## Merkmale
Die Wanzen werden 10,8 bis 13,2 Millimeter lang. Die braun gefärbten Tiere mit beiger Musterung sind schwer von Dicranocephalus medius und Dicranocephalus agilis zu unterscheiden, werden allerdings etwas größer als Dicranocephalus medius und haben einen langgestreckteren Körper. Von Dicranocephalus albipes unterscheiden sich die beiden anderen Arten durch feine Knötchen zwischen den Flügeladern auf den Membranen der Hemielytren. Bei Dicranocephalus albipes sind diese Zwischenräume komplett glatt. Fühler und Beine sind stark schwärzlich behaart. Anhand der Färbung der Fühler lässt sich Dicranocephalus albipes von den beiden anderen Arten unterscheiden. Das zweite Fühlerglied ist fast vollständig weißlich-gelb gefärbt. Lediglich das apikale Ende ist schwarz. Im Gegensatz zu den beiden anderen Arten befindet sich auf diesem Fühlerglied mittig kein schwarzer Ring. Das vierte Fühlerglied ist mit Ausnahme der weißlich-gelben Basis rötlich oder hellgrau gefärbt. Bei den mittleren und hinteren Femora, die ansonsten weißlich-gelb gefärbt sind, ist das apikale Viertel schwarz. Die vorderen Femora sind mit Ausnahme der Basis schwarz.  

## Verbreitung und Lebensraum
Die Art kommt hauptsächlich im Mittelmeerraum vor, wo sie häufig ist. Das Vorkommen reicht im Osten bis in den Nahen Osten und in den Kaukasus. Nach Norden erstreckt sich das Verbreitungsgebiet bis nach Mitteleuropa und die südliche Hälfte Deutschlands, wo sie selten ist.

## Lebensweise
Die Tiere ernähren sich von Wolfsmilch (Euphorbia). Sie bevorzugen als Lebensraum trocken-warme Offenland-Biotope mit Kalk- oder Sandmagerrasen.

## Belege